# Katund i Ri
Katund i Ri es un municipio del distrito de Durrës, en el condado de Durrës, Albania. 
Se encuentra situado en la zona centro-oeste del país, a poca distancia al noroeste de Tirana y al este de la costa del mar Adriático, con una población a finales del año 2011 de 10 161 habitantes.